# Fugaciteit
In de thermodynamica is de fugaciteit een toestandsfunctie van een isotherm systeem. De fugaciteit, met de eenheid van druk, geeft weer of een vloeistof de neiging heeft om te verdampen of te expanderen en voor een gas in welk gebied het zich gedraagt volgens de idealegaswet. De verhouding tussen fugaciteit, {\displaystyle f\,} en druk, {\displaystyle P\,}:
{\displaystyle \phi =f/P\,}
wordt de fugaciteitscoëfficiënt genoemd. Voor {\displaystyle \phi =1\,} geldt de idealegaswet.
De fugaciteit, {\displaystyle f\,} is gedefinieerd bij een constante temperatuur, {\displaystyle T\,} volgens:
{\displaystyle d\ln f={dG \over RT}={{VdP} \over RT}\,}
Waarin {\displaystyle G\,} de Gibbs vrije energie, {\displaystyle R\,} de molair gas constante en {\displaystyle V\,} het volume is. 
Hieruit volgt dat voor twee isotherme toestanden, weergegeven door {\displaystyle f\,_{1}} en {\displaystyle f\,_{2}} de verhouding tussen de fugaciteiten wordt weergegeven door:
{\displaystyle f_{2}/f_{1}=\exp \left({1 \over RT}\int _{G_{1}}^{G_{2}}dG\right)=\exp \left({1 \over RT}\int _{P_{1}}^{P_{2}}V\,dP\right)\,}